# Suo jure
La locuzione latina suo jure (tradotta letteralmente: per suo proprio diritto) viene utilizzata nella giurisprudenza italiana generalmente per indicare una donna che abbia acquisito un titolo "in virtù di un diritto suo proprio", vale a dire per nascita, senza necessità di un atto o provvedimento applicativo specifico.
L'espressione si oppone a jure uxoris, che si adopera quando si parla di un uomo che ha ottenuto i suoi titoli in forza del matrimonio; in altre parole, egli acquisisce il titolo semplicemente essendo suo marito.

## Regine
Una regina regnante è un monarca di sesso femminile che regna suo jure (per proprio diritto), a differenza di una regina consorte, che è la moglie del re regnante. 
Le regine regnanti possiedono ed esercitano poteri sovrani. I mariti delle regine regnanti, di solito, non condividono il rango, il titolo e la sovranità delle loro mogli. Le regine consorti condividono il rango e il titolo dei loro mariti, ma non la loro sovranità. 

## Esempi
- Maria I d'Inghilterra Regina d'Inghilterra e Irlanda
- Maria Stuarda Regina regnante di Scozia dal 1542 al 1567
- Maria Teresa d'Austria Arciduchessa d'Austria, regina regnante di Ungheria e Boemia
- Elisabetta di Russia Imperatrice regnante russa
- Elisabetta I Regina d'Inghilterra
- Elisabetta II Regina del Regno Unito e Irlanda del Nord
- Eleonora Duchessa d'Aquitania, francese, poi regina consorte inglese, duchessa suo jure
- Maria, Duchessa di Borgogna, Regina consorte del Re dei Romani, duchessa suo jure
- Henrietta Churchill, II duchessa di Marlborough, nobildonna inglese che ha diritto al titolo di pari suo jure
- Anna Maria Luisa d'Orléans, Duchessa di Montpensier, principessa, nobildonna che ha diritto al titolo di pari suo jure
- Cayetana Fitz-James Stuart, 18ª Duchessa d'Alba, spagnola, Grande di Spagna suo jure
- Elisabetta d'Orléans, Duchessa di Alençon, principessa francese, nobildonna che ha diritto al titolo di pari suo jure
- Alexandra Duff, 2ª Duchessa di Fife, principessa inglese, duchessa suo jure
- Elisabetta Carlotta di Borbone-Orléans, Principessa di Commercy suo jure
- Vittoria, Regina del Regno Unito di Gran Bretagna e Irlanda e imperatrice dell'India dal 1876